# Reptowo (województwo zachodniopomorskie)
Reptowo (niem. Karolinenhorst) – wieś w Polsce położona w województwie zachodniopomorskim, w powiecie stargardzkim, w gminie Kobylanka, nad Miedwinką. Wieś jest położona 4 km na północ od Kobylanki (siedziby gminy) i 12 km na północny zachód od Stargardu (siedziby powiatu). Druga co do wielkości wieś w gminie Kobylanka.
W latach 1975–1998 miejscowość administracyjnie należała do województwa szczecińskiego.

## Nazwa
Nazwa, o słowiańskiej genezie, została przeniesiona z innej, nieistniejącej miejscowości w pobliżu, wzmiankowanej w XII wieku. Ma charakter dzierżawczy i powstała przez dodanie do nazwy osobowej Repta formantu -ow-. 
Nazwa niemiecka została po raz pierwszy odnotowana w 1817 i ma charakter dzierżawczy lub pamiątkowy. Składa się z dwóch członów: nazwy osobowej Karoline „Karolina” i nazwy pospolitej Horst „gniazdo; grupa drzew”.
Stosowana przejściowo w okresie następującym bezpośrednio po II wojnie światowej nazwa Kasina została przeniesiona z nazwy miejscowości Kasina Wielka w województwie małopolskim.

## Historia
Wieś powstała w okresie tzw. kolonizacji fryderycjańskiej (w 1777 r.) realizowanej z inicjatywy króla Fryderyka Wielkiego. Pierwsza kolonia składała się z 16 dużych i 16 małych gospodarstw kolonistów.
Obecnie jest to druga co do wielkości wieś w gminie Kobylanka zamieszkana przez 895 mieszkańców w 158 gospodarstwach. Wzrost ludności był dość powolny, dopiero od 2003 r. zarysowuje się intensywniejszy przyrost (1991 – 680 mieszkańców, 1999 – 721 mieszkańców, 2002 – 798 mieszkańców, 2005 – 850 mieszkańców). W Reptowie znajduje się stacja kolejowa (jedna z dwóch w gminie).
We wsi:
- kościół Wniebowzięcia Najświętszej Maryi Panny z 1929 r.
- cmentarz poewangelicki obsadzony starodrzewiem; nieczynny od 1945 r.
- dom ryglowy (nr 41).